# Pronom démonstratif en français
En grammaire française, le pronom démonstratif est une sous-catégorie de pronom exprimant une idée de monstration. En tant que représentant, il remplace un groupe nominal précédé d'un déterminant démonstratif. Quant à sa valeur déictique, elle permet d'indiquer que l'objet représenté se trouve, soit dans le texte, soit dans l'espace ou le temps, défini par la situation d'énonciation.
Dans la catégorie des déterminants, le correspondant du pronom démonstratif est l'adjectif démonstratif. Le pronom démonstratif équivaut donc à un nom précédé d'un adjectif démonstratif : Ce chapeau, je l'ai apporté de Dieppe ; celui-là, je l'ai apporté de Chalkidiki.
- Le syntagme « Ce chapeau » est actualisé par l'adjectif démonstratif « ce », tandis que le pronom démonstratif « celui-là » équivaut à « ce chapeau-là ».

## Morphologie
Certains pronoms démonstratifs varient selon le genre et le nombre, alors que d'autres restent neutres. Par ailleurs, à l'instar de ce qui se passe pour l'adjectif démonstratif, les formes du pronom peuvent être renforcées au moyen des particules adverbiales « -ci » ou « -là » (pour « que voici » et « que voilà »).

### Formes simples
Les pronoms démonstratifs simples reprennent un nom, mais pour le modifier et désigner un autre référent. C'est pourquoi ils sont toujours accompagnés de :
- une proposition relative ; ex. : Ce fauteuil est confortable, mais celui que nous avions essayé hier l'était plus.
- un complément du nom ; ex : Les plats de ce restaurant sont excellents, mais ceux d'ici sont meilleurs.
- un participe ; ex. : Ces peintures sont celles représentant des paysages. ; ex. : Les exercices à faire sont ceux notés dans le livre.

Les formes simples du pronom démonstratif variable sont les suivantes :
- au singulier : « celui » au masculin, et « celle » au féminin ;
- au pluriel : « ceux » au masculin, et « celles » au féminin.

Il n'existe qu'une seule forme simple de pronom démonstratif neutre, ce ; il intervient exclusivement pour former des propositions subordonnées relatives. ex. : Ce qu'il a dit m'a beaucoup énervé.

### Formes composées
Rappelons au préalable qu'il existe deux formes composées, la forme prochaine (en  « -ci ») et la forme lointaine (en  « -là » ou « -la »).
- Les formes composées du pronom démonstratif variable ont l'aspect d'un composé à traits d'union : « celui-ci », « celui-là », « celle-ci », « celle-là », « ceux-ci », « ceux-là », « celles-ci » et « celles-là ».

- Les formes composées du pronom démonstratif neutre ont l'aspect d'un composé agglutiné : « ceci », « cela », ainsi que sa contraction « ça ». Du point de vue orthographique, contre toute attente, le pronom « cela » s'écrit avec un « a » sans accent grave.
- Si le français ne dispose que de deux degrés d'éloignement, l'espagnol par exemple en a trois, et d'autres langues davantage encore : ainsi le malgache en distingue six[1].

ex. : Ces livres sont intéressants. Je vous conseille celui-ci.
ex. : Ces dossiers sont urgents. Traitez ceux-là en priorité.

## Représentation
À l'instar de ce qui se passe pour l'adjectif correspondant, le pronom démonstratif peut remplacer un terme du contexte, qui précède (fonction anaphorique) ou bien qui suit (fonction cataphorique) le pronom en question, ou bien désigner un référent, le plus souvent au moyen d'un geste, c'est-à-dire, renvoyer à un élément extralinguistique pris dans la situation d'énonciation (c'est la fonction déictique). Il peut donc être, soit un représentant textuel, soit un représentant référentiel.
- À l'écrit, le pronom démonstratif est toujours un représentant textuel (anaphore ou cataphore) :
  - En jouant dans le salon, la petite Sandrine a cassé un vase. Fort heureusement, celui-ci n'avait aucune valeur.
  - Le pronom anaphorique « celui-ci » renvoie au syntagme nominal « un vase », qui constitue son antécédent.
- Lorsqu'il est une anaphore ou une cataphore, le pronom neutre peut remplacer un adjectif, un autre pronom, une proposition, une phrase… ou même, plus simplement, toute idée exprimée dans le texte : 
  - Ne commettez pas cette action, cela serait honteux !
    - Le pronom anaphorique neutre « cela » a pour antécédent « l'idée de commettre cette action ».
- À l'oral, le pronom démonstratif est le plus souvent un représentant référentiel :
  - « Qu'est-ce que c'est que ça ? » Mélanie, sourcils froncés, montrait à sa fille Sandrine le vase cassé au milieu du salon…
    - Le pronom « ça » désigne un objet non nommé dans le discours (« le vase cassé »). En l'absence d'antécédent ou de conséquent, ce pronom ne peut être qu'un représentant référentiel, plus précisément, un déictique.

## Ce dernier
Ce pronom connaît depuis peu une popularité sans précédent. Alors qu'il n'est destiné qu'à lever une ambigüité dans une énumération, lorsque l'emploi de celui-ci et celui-là ne suffisent pas, on le trouve employé à tout propos, introduisant une grande confusion dans le discours.

## Accord
Les règles d'accord diffèrent selon qu'on est en présence d'un pronom démonstratif variable (« celui ») ou d'un pronom démonstratif neutre (« ce »).

### Pronom démonstratif variable
- Quand le pronom démonstratif variable est un représentant textuel, il s'accorde avec le genre et le nombre de son antécédent ou son conséquent :
  - J'adore les fleurs, et celles que tu m'as offertes sont particulièrement belles.
- Quand le pronom démonstratif variable est un représentant référentiel, il désigne obligatoirement des êtres humains, et s'accorde dans ce cas avec le sexe de son référent : 
  - Que ceux qui n'ont jamais péché lui jettent la première pierre !

### Pronom démonstratif neutre
- Le neutre est, régulièrement, toujours accordé au masculin singulier : 
  - Tout ceci ne me plaît guère. Ce qui est rare n'est pas forcément cher.

## Syntaxe et sémantique des formes renforcées
- Neutre ou variable, le pronom démonstratif renforcé s'emploie comme un syntagme nominal et revêt à peu près toutes les fonctions de cette catégorie : 
  - Celui-ci mange une pomme [sujet].
  - J'aperçois celle-là [C.O.D.].
  - Tu parles à celles-ci [C.A.T. ou C.O.S.].
  - C'est le frère de ceux-là [complément de nom].
  - Il s'est fâché à cause de ceci [C.C. de cause].
  - Il s'agit de cela [sujet réel].
  - N'oubliez pas de parler de ça. [C.O.I.]
- Dans la représentation référentielle, les formes renforcées permettent théoriquement d'apprécier le relatif éloignement dans l'espace ou le temps, par rapport à la situation d'énonciation. Mais dans le langage courant, cette distinction a tendance à s'estomper. De plus, la forme lointaine est plus employée que la forme prochaine :
  - Que signifie cela, demanda Rodolphe en tendant à Coralie un morceau de papier ? »
    - L'objet représenté par le pronom « cela » est manifestement proche des deux interlocuteurs.
- Par ailleurs, la forme lointaine peut prendre une connotation péjorative :
  - Qui c'est, celui-là ?
- Dans la représentation textuelle anaphorique, lorsque deux formes renforcées (la forme prochaine et la forme lointaine) sont employées successivement dans un segment de texte, le premier antécédent (le plus éloigné des deux pronoms) est celui de la forme lointaine, tandis que le second est celui de la forme prochaine :
  - En allant à la bibliothèque, Natacha a rencontré Blandine : celle-ci a demandé à celle-là de lui prêter sa voiture.
    - Le pronom anaphorique « celle-ci » renvoie à la dernière nommée, soit « Blandine » ; le pronom anaphorique « celle-là » renvoie à la première nommée, soit « Natacha ».

  - « Corneille nous assujettit à ses caractères et à ses idées, Racine se conforme aux nôtres ; celui-là [le plus anciennement mentionné, donc Corneille] peint les hommes comme ils devraient être, celui-ci [Racine, plus récemment mentionné] les peint tels qu'ils sont. » (La Bruyère)
- Les formes renforcées peuvent aussi avoir un sens distributif :
  - Il s'arrêtait, tantôt chez celui-ci, tantôt chez celui-là…

## Syntaxe du pronom «celui»
Le pronom simple « celui » (ainsi que ses flexions « celle, ceux et celles ») est presque toujours un représentant textuel. Il ne s'emploie jamais seul, mais suivi, soit d'une proposition subordonnée relative, soit d'un syntagme nominal prépositionnel. Le pronom simple « celui » équivaut au nom qu'il représente (l'antécédent) actualisé par un article défini. Le segment qui suit peut donc être analysé comme un satellite (ou une expansion du nom) de cet antécédent, permettant une actualisation complète de celui-ci.
- Lorsque le pronom « celui » est suivi d'un pronom relatif (« qui, que, dont ou où »), on considère généralement que ces deux pronoms forment une locution relative (au sein de laquelle d'ailleurs, peut s'insérer une préposition) :
  - Celui qui parle est mon voisin. [= l'homme qui…]
  - Celle à qui j'ai demandé mon chemin… [=  la femme à qui…]
  - Ceux que j'ai vus… [= les chiens que…]
  - Celles dont je t'ai parlé… [= les plages dont…]
  - Celui pour qui j'ai fait tant d'efforts… [= l'enfant pour qui…]
  - Celle où j'ai passé la nuit… [= la chambre où…]
    - Dans le syntagme pronominal « Celui qui parle » (sujet du verbe « est »), la proposition relative « qui parle » est complément de l'antécédent « Celui » ; etc.

  - Lorsque la relative commence par « qui », suivi du verbe « être », il se produit souvent une ellipse du relatif et du verbe :
    - Elle aimait s'occuper des animaux, surtout de ceux abandonnés par leurs maîtres.
      - Pour : «…surtout de ceux qui étaient abandonnés par leurs maîtres. »
- Lorsque le pronom « celui » est suivi d'une préposition (fréquemment, la préposition « de »), on a affaire à un syntagme pronominal dans lequel un syntagme nominal est complément du pronom noyau :
  - J'ai emprunté celui de ma sœur. [= le vélo de…].
  - Celle pour Jean… [= la serviette pour…]
  - Ceux en cuir… [= les souliers en…]
  - Celles à manches courtes… [= les chemises à…]
  - Celui à côté de ma maison… [= le platane à côté de…]
    - Dans le syntagme pronominal « celui de ma sœur » (C.O.D. du verbe « ai emprunté »), le syntagme nominal prépositionnel « de ma sœur » est complément du pronom noyau « celui » ; etc.

## Syntaxe du pronom «ce»
Le pronom neutre « ce », contrairement à « ceci », « cela » et « ça », n'est habituellement employé qu'en combinaison avec d'autres éléments, ou dans des expressions figées.

### Pronom «ce» suivi d'une subordonnée
Le pronom démonstratif « ce » est souvent suivi d'une proposition subordonnée, pouvant être, soit relative, soit interrogative indirecte, soit conjonctive. On considère généralement que ce pronom, alors associé à un subordonnant (pronom relatif, outil interrogatif indirect ou conjonction de subordination, selon le cas) forme avec celui-ci une locution (locution relative, locution interrogative indirecte, ou locution conjonctive, selon le cas) : 
- Je sais déjà ce dont tu veux me parler. Tu fais ce que tu veux.
  - Les locutions « ce dont » et « ce que » sont des locutions relatives. Chaque subordonnée relative déterminative (« ce dont tu me veux me parler » et « ce que tu veux ») peut ainsi être analysée comme C.O.D. du verbe.
- Nous ignorons ce qui te tracasse. Dis-moi ce que tu vois.
  - Les locutions « ce qui » et « ce que » sont des locutions interrogatives indirectes. Chaque subordonnée interrogative indirecte (« ce qui te tracasse » et « ce que tu vois ») peut ainsi être analysée comme C.O.D. du verbe.
- Elle s'attend à ce qu'il la quitte.
  - La locution « à ce que » est une locution conjonctive. La subordonnée « à ce qu'il la quitte » est une conjonctive complétive C.O.I. du verbe « s'attend ».

### Pronom «ce» combiné avec le verbe «être»
On remarquera tout d'abord que le pronom « ce », accepte l'inversion du sujet, en restant toutefois atone, à l'instar du pronom personnel conjoint « je » : 
- Serait-ce lui ? Est-ce bientôt fini ?

Le pronom « ce » connaît divers emplois figés avec le verbe « être » (très souvent, « c'est » ou « ce sont »).

#### Locution verbale présentative
Le pronom « ce » peut faire partie d'une locution verbale dite présentative, permettant de mettre en relief un élément linguistique ou un référent (donc, dans cet emploi, il peut être représentant référentiel ou représentant textuel). Cette locution, constituée de « c'est », est souvent en corrélation avec un pronom relatif : 
- C'est la personne dont je t'ai parlé. C'était la maison où j'avais passé mes vacances.

Normalement cette locution présentative reste à la troisième personne du singulier (« c'est, ce sera, c'était… »). Cependant, dans le registre soutenu, lorsque l'élément qui suit est à la troisième personne du pluriel, il est préférable d'employer : « ce sont, ce seront, c'étaient… »
- Ce sont mes affaires. C'étaient tes parents. Ce furent de magnifiques vacances.
  - Dans le registre courant : « C'est mes affaires. C'était tes parents. Ç'a été de magnifiques vacances. »
 (Noter, à l'écrit, l'apparition de la cédille : « ce a été » → « ç'a été ».)

#### Autres combinaisons
- Le pronom « ce » peut être un représentant référentiel indéterminé : 
  - C'est magnifique ! Ce sera magnifique ! C'était magnifique !
- Le pronom « ce » peut être un représentant textuel (anaphore ou cataphore) formant un pléonasme : 
  - Ce jardin, c'est une merveille ! Ces pâtes, c'est un délice !

### Pronom «ce» dans d'autres emplois
- Dans la langue littéraire, le pronom « ce » remplace parfois le pronom neutre renforcé :
  - Ce me semble une excellente idée.
    - pour : « Cela me semble une excellente idée ».

  - Ce disant, il se remit à son ouvrage.
    - pour : « Disant cela, il se remit à son ouvrage. »
- Emplois divers :
  - Sur ce, au revoir.
    - pour : « Sur ces dernières paroles, au revoir. ».

  - Elle accompagne les enfants de ses voisins à l'école, s'occupe d'eux, les nourrit parfois, et ce, tout à fait bénévolement.
    - Le pronom « ce » représentant phrastique, renvoie à tout ce qui précède, afin que le segment « tout à fait bénévolement » puisse devenir satellite de l'antécédent.

## Formes populaires
À l'oral, et dans la littérature imitant le parler populaire, on trouve les formes :
- çui (= celui), çui-ci (= celui-ci), çui-là (=celui-là)
  - D'où qu'y sort çui-là ?
- les ceusses qui (= ceux qui, les personnes qui)
  - Les ceusses qu'auraient pas d'billet, par ici !

Les formes cézigue(s) (= celui-ci, ceux-ci ; variante : cézigue(s) pâteux) appartiennent au registre argotique.